# Zygophylax biarmata
Zygophylax biarmata är en nässeldjursart som beskrevs av Chantal Billard 1905. Zygophylax biarmata ingår i släktet Zygophylax och familjen Lafoeidae. Inga underarter finns listade i Catalogue of Life.